# Arno Rafael Minkkinen
Arno Rafael Minkkinen (né le 4 juin 1945 à Helsinki en Finlande) est un photographe finlando-américain.
Il est surtout connu pour ses autoportraits nus surréalistes.

## Biographie
Quelques années après sa naissance, en 1951, sa famille émigre aux États-Unis, dans le quartier Bensonhurst de Brooklyn, à New York. 
En 1963, il entre à l'université Wagner pour y étudier la philosophie et la religion. Il y obtient un baccalauréat en arts.
Son père meurt brutalement en 1966. 
Il séjourne en Finlande l'année suivante. Il se marie en 1969. Il entre alors dans une agence de publicité à New York comme rédacteur. 
Il apprend la photographie auprès de Ken Heyman et John Benson. Il fréquente les milieux photographiques et développe sa sensibilité au fur et à mesure de ses rencontres avec des artistes comme Ralph Gibson, Harry Callahan, Aaron Siskind, Minor White, Lisette Model… 

Il étudie avec Harry Callahan et Aaron Siskind à l'École de design de Rhode Island et y obtient un master of Fine Arts en photographie en 1974.
Sa première exposition a lieu en 1972 dans une galerie de Soho. 
Il est invité à donner des cours à l'École supérieure Aalto d'art, de design et d'architecture d'Helsinki de 1974 à 1976. 
Sa première monographie Frostbite est publiée en 1978 par Morgan & Morgan.
Son premier fils, Daniel Hughes, naît en 1979.

## Œuvres
Son œuvre est essentiellement constituée d'autoportraits en noir et blanc où son corps s'intègre dans la nature.

## Expositions
Publié et exposé dans le monde entier, des œuvres de Minkkinen sont dans les collections du Museum of Modern Art de New York, du Musée des Beaux-Arts de Boston, de l'Addison Gallery of American Art à Andover, Massachusetts, du Centre Pompidou et du Musée d'Art Moderne de Paris, du Musée de l'Élysée à Lausanne, du Centre pour la photographie créative en Arizona, le Musée finlandais de la photographie et du Musée métropolitain de la photographie de Tokyo, entre autres. 

### Expositions en France

#### Expositions individuelles
- 1983 : Rencontres internationales de la photographie, Arles.
- 1988 : Galerie Vrais Rêves, Lyon
- 1993 : Galerie municipale du Château d'eau, Toulouse
- 1999 : Centre photographique de Normandie, Rouen, du 25 février au 11 avril
- 2008 : Galerie Agathe Gaillard[2], Paris
- 2009 : Empreintes de pieds - Autoportraits 1970/2008, Institut finlandais, Paris
- 2011 : 40 ans de photographies, Les Boréales, Abbaye aux Dames, Caen, du 4 novembre au 31 décembre
- 2013 : Nerf optique, Rencontres de la photographie d'Arles.
- 2013 : Visages et corps, Galerie Arcturus, Paris, 3e Festival photo Saint-Germain-des-Prés

#### Expositions collectives
- 2013 : Visages et corps, Galerie Arcturus, Paris, 3e Festival photo Saint-Germain-des-Prés
- 2014 : Le corps masculin, avec des photographies de Andy Warhol, Herb Ritts, George Platt Lynes, Arno Rafael Minkkinen, Arthur Tress, Raymond Voinquel, Lucien Clergue, Jan Saudek, Malick Sidibé, Joel-Peter Witkin, le baron Wilhelm von Gloeden, etc ... dans le cadre du Mois de la photo 2014, du 1er novembre au 13 décembre 2014, Galerie David Guiraud, Paris
- 2024 : * Dans la vague, exposition inspirée par l'estampe emblématique d'Hokusaï La Grande Vague, avec des œuvres d'une vingtaine d'artistes, parmi lesquels Noémie Goudal, Harry Gruyaert, Michael Kenna, Arno Rafael Minkkinen, Sarah Moon, Martin Parr, Bernard Plossu, Campredon art & image, L'Isle-sur-la-Sorgue, du 30 mars au 6 octobre 2024

## Prix et récompenses
- Silver Key, Still Not There, Trebianka Solvice Film Festival, 1998
- Scritture d'Acqua, Salsomaggiore, Italie, 1996
- Grand Prix du livre, 25e Rencontres de la photographie d'Arles, France, 1994
- NEA, New England Foundation for the Arts, Boston, Massachusetts, 1991
- Prix d'État pour les arts visuels , 2006[3]

### Décorations
- Commandeur de l'ordre du Lion de Finlande, 1992
- Pro Finlandia, 2017[4]